# San Marcos (Tabasco)
San Marcos es una localidad del municipio de Nacajuca ubicado en la subregión centro del estado mexicano de Tabasco. Esta localidad fue desfusionada de Guaytalpa el 15 de marzo de 2017.

## Geografía
La localidad de San Marcos se sitúa en las coordenadas geográficas 18°13′09″N 93°01′59″O / 18.219255, -93.033116, a una elevación de 1 metro sobre el nivel del mar.

## Demografía
Según el Conteo de Población y Vivienda 2020, efectuado por el Instituto Nacional de Estadística y Geografía, la localidad de San Marcos tiene 586 habitantes, de los cuales 299 son del sexo masculino y 287 del sexo femenino. Su tasa de fecundidad es de 2.25 hijos por mujer y tiene 132 viviendas particulares habitadas.
| Gráfica de evolución demográfica de San Marcos entre 2020 y 2020 |
|                                                                  |
| INEGI.                                                           |